# Amata felkeli
Amata felkeli là một loài bướm đêm thuộc phân họ Arctiinae, họ Erebidae.